# راکسی و جاهای دیگر
«راکسی و جاهای دیگر» (به انگلیسی: Roxy & Elsewhere) آلبومی از هنرمند اهل ایالات متحده آمریکا فرانک زاپا است که در سال ۱۹۷۴ میلادی منتشر شد.